# Arpino
Arpino (Arpinë in dialetto laziale meridionale) è un comune italiano di 6 542 abitanti della provincia di Frosinone nel Lazio.

## Geografia fisica

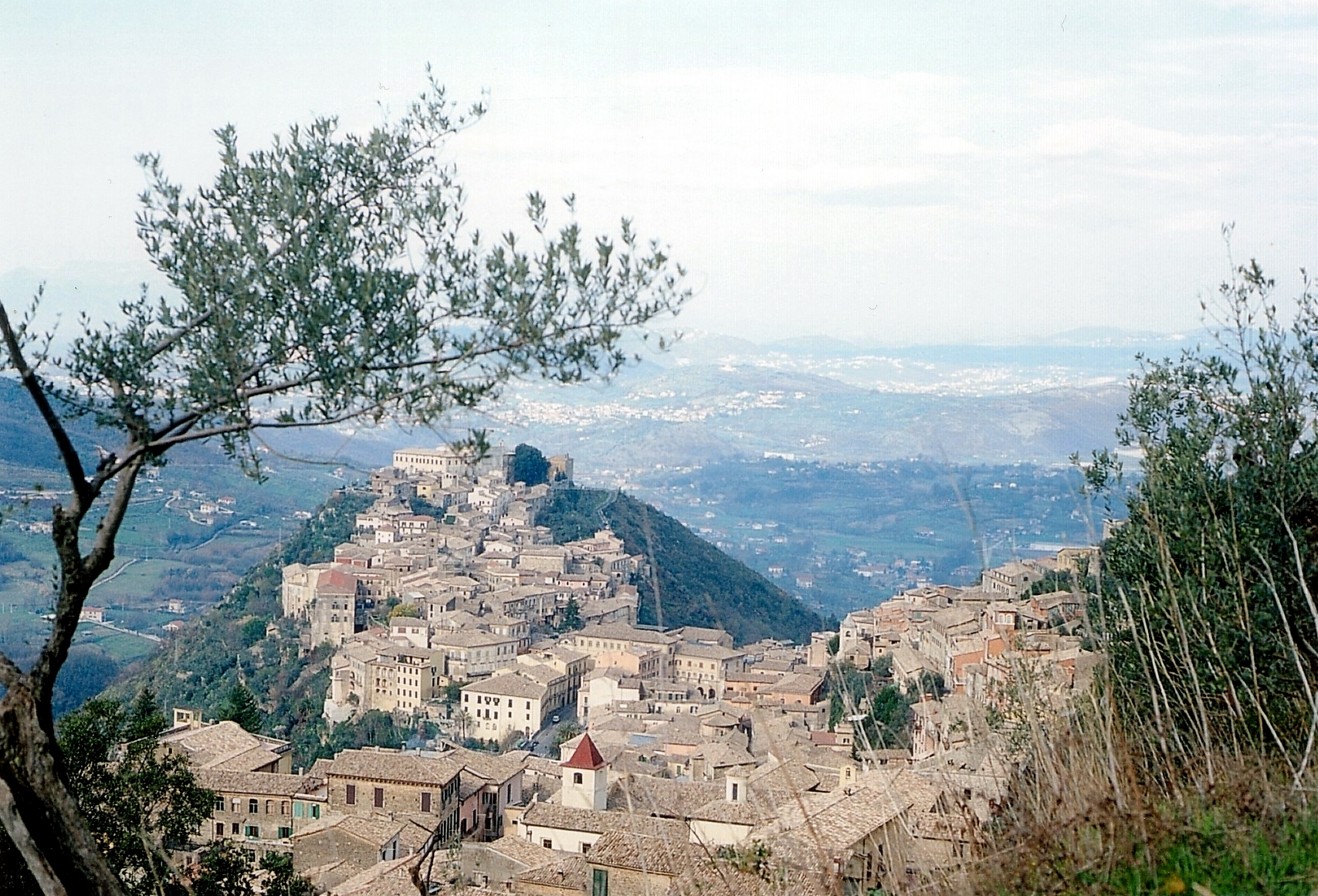
Panorama di Arpino dall'acropoli di Civitavecchia; sullo sfondo, la Civita Falconara

### Territorio
La città di Arpino si sviluppa sul versante sinistro della media valle del fiume Liri, su di un sistema collinare ad un'altitudine di 447 m s.l.m. Il centro è dominato dall'acropoli, detta Civitavecchia (650 m).
Nel territorio comunale si raggiunge un'altitudine massima di 837 m (località Montecoccioli) mentre l'altitudine minima è di 192 m s.l.m.
Il territorio, per lo più votato all'agricoltura (numerosi gli oliveti secolari) e tuttora scarsamente urbanizzato, è ricco di boschi.

### Clima
Il clima è caldo e secco durante l'estate, con rare piogge pomeridiane dovute a cumulonembi provenienti dai vicini monti Ernici e monti Marsicani. L'autunno è fresco e moderatamente piovoso, con picchi di pioggia a seconda del disporsi delle correnti al suolo e delle configurazioni bariche. L'inverno è freddo e umido, poiché presenta tratti semi-continentali per via della presenza di inversione termica, che talvolta favorisce minime anche di alcuni gradi sottozero; la pioggia è abbondante in questa stagione, soprattutto con correnti disposte da ovest/sud-ovest; in inverno non mancano episodi nevosi: nella prima metà del febbraio 2012 ad Arpino caddero 60 cm di neve. La primavera è variabile, mite e moderatamente piovosa, con alternanza di periodi freddi e piovosi a periodi caldi e secchi; frequenti sono però le incursioni di aria fredda nella prima parte della stagione primaverile, con possibilità di nevicate e gelate tardive (queste ultime specie nella parte più bassa del comune). Frequente è la presenza di nebbia a valle (ma non nel centro storico), talvolta anche molto fitta ed estesa, soprattutto nelle stagioni autunnali, invernali e primaverili in nottate da irraggiamento notturno. In alcune occasioni la nebbia, anche nelle ore centrali del giorno, ma mai nel centro storico, rimane per l'intera giornata a valle, nell'area più bassa e pianeggiante del comune, con freddo-umido, marcata inversione termica e visibilità molto ridotta.

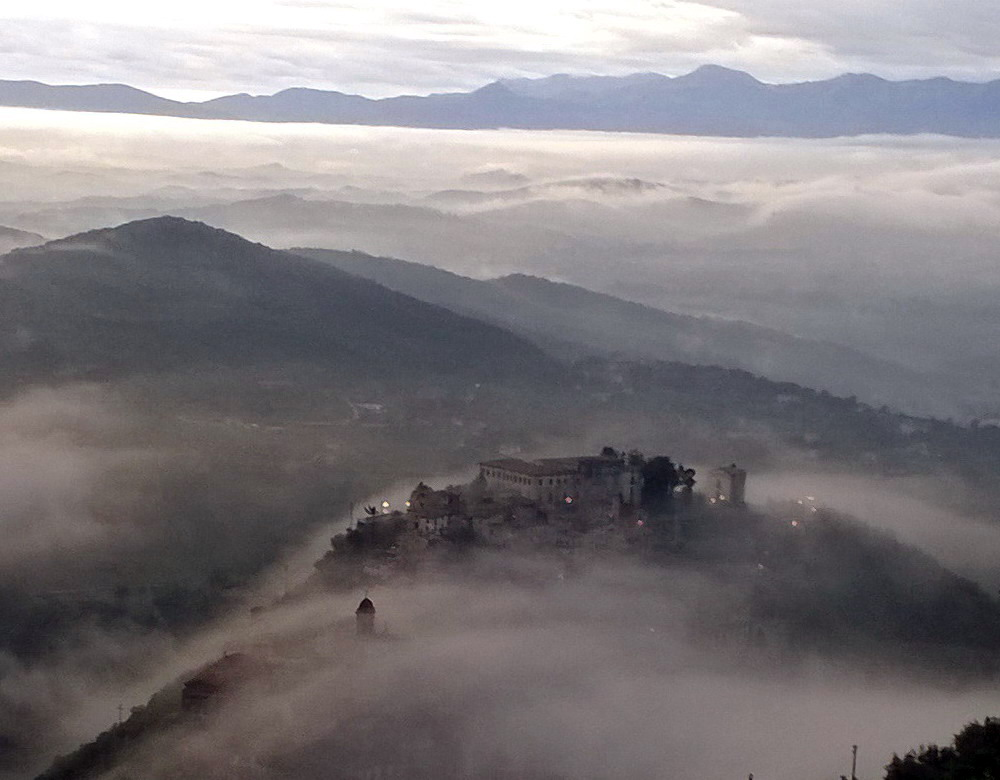
Il Castello della Civita Falconara visto da Civitavecchia in autunno

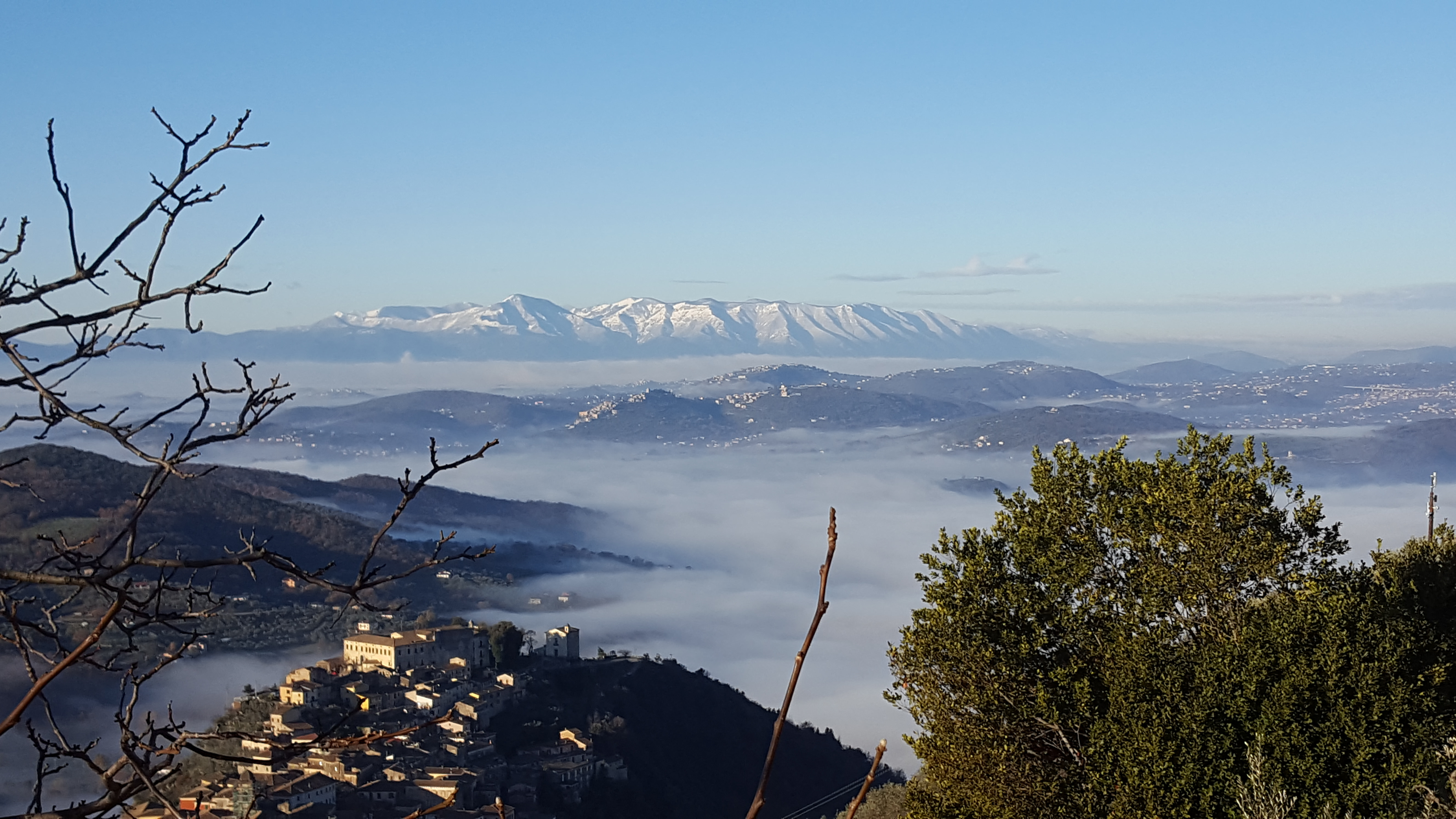
Una tersa giornata invernale; sullo sfondo, i monti Lepini

## Origini del nome
Il toponimo Arpino (ovvero Arpinum nei tempi classici) si pensa derivi dal fatto che il paese visto dall'alto presenta una forma che ricorderebbe quella di un'arpa.

## Storia
Non si conosce l'esatta data della fondazione di Arpino, anche se ritrovamenti archeologici ne dimostrano le origini volsche, a cui sono connesse le vicende dei rostri del foro (preda romana dopo la battaglia navale al largo di Anzio) e di Coriolano.
Le tradizioni locali, e una serie di iscrizioni ancora visibili, fanno risalire la fondazione della città al dio Saturno o ai Pelasgi, analogamente alle altre città del Lazio meridionale cinte da possenti mura megalitiche e dette città saturnie.
Tale tradizione di fondazione è scolpita in una lapide in lingua latina posta sulla porta medievale di ingresso da est ad Arpino, detta Porta Napoli.
(Iscrizione latina nella Porta Napoli)
L'aquila trionfale di cui parla l'iscrizione, la quale spicca il volo hinc ad imperium, è celebrata in una fontana in pietra calcarea, situata nel centro del paese, risalente probabilmente alla seconda metà del XVII secolo.

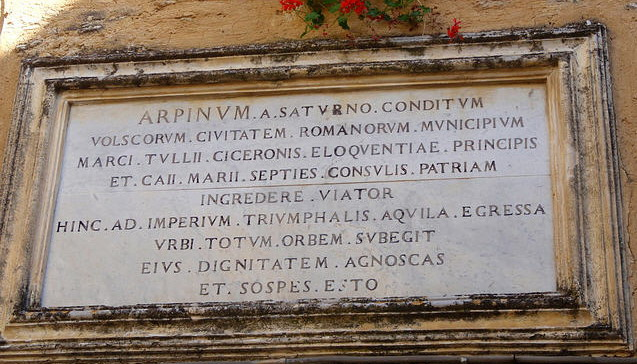
Lapide alla Porta Napoli, rivolta al viandante che entra nella Città

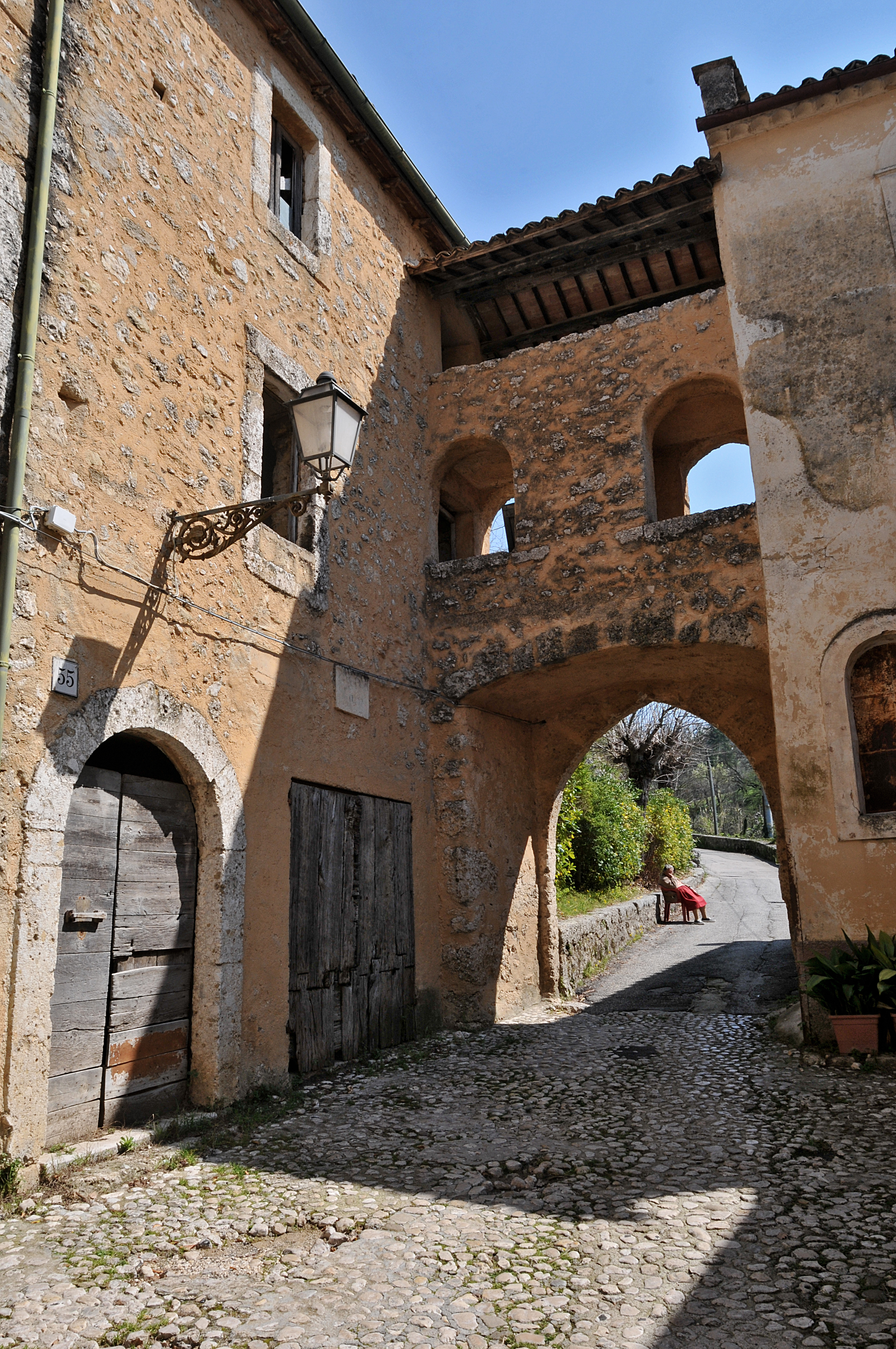
Porta Napoli

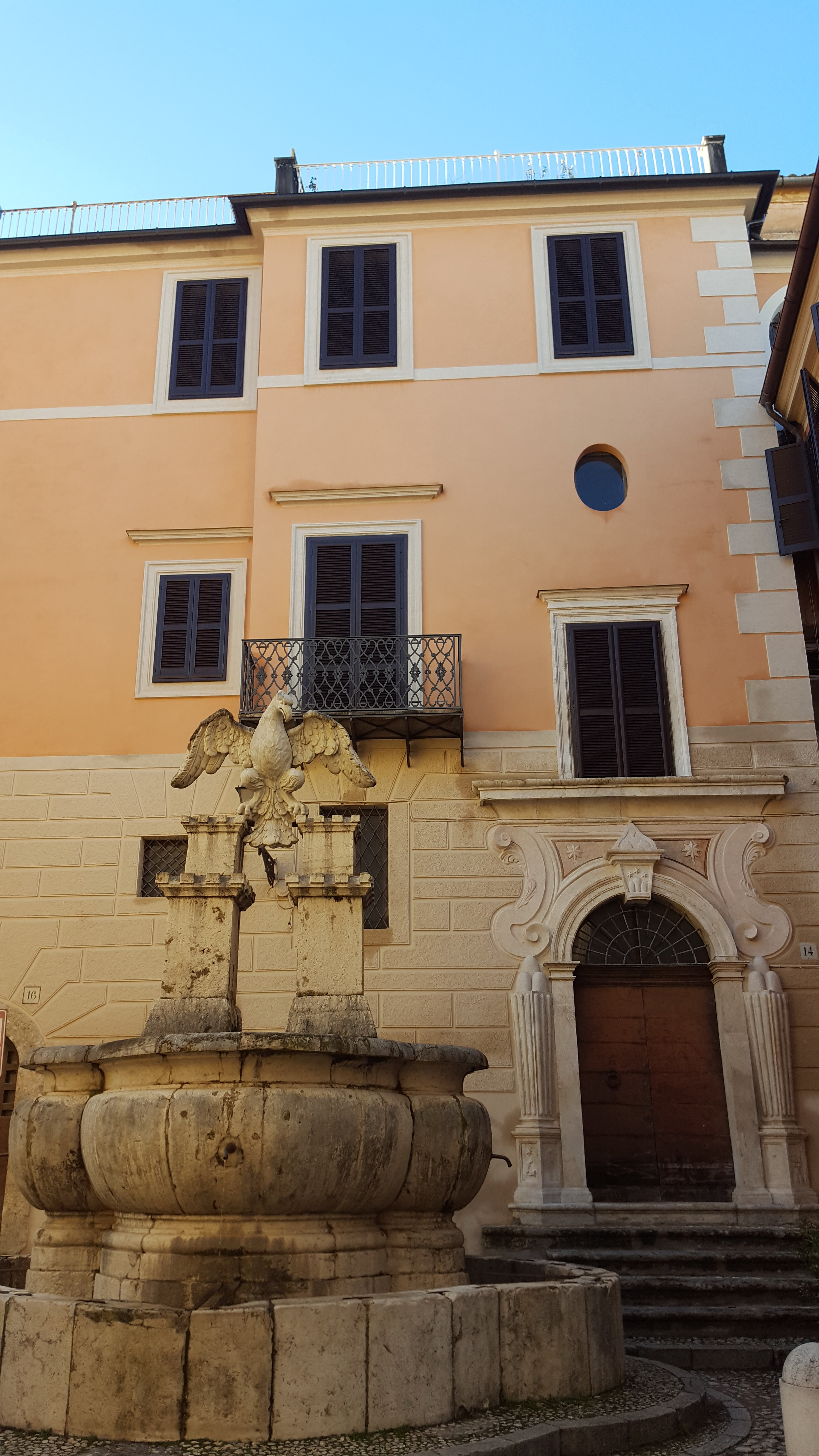
Fontana dell'Aquila Romana, simbolo di Arpino. Sullo sfondo, palazzo Conti-Pesce

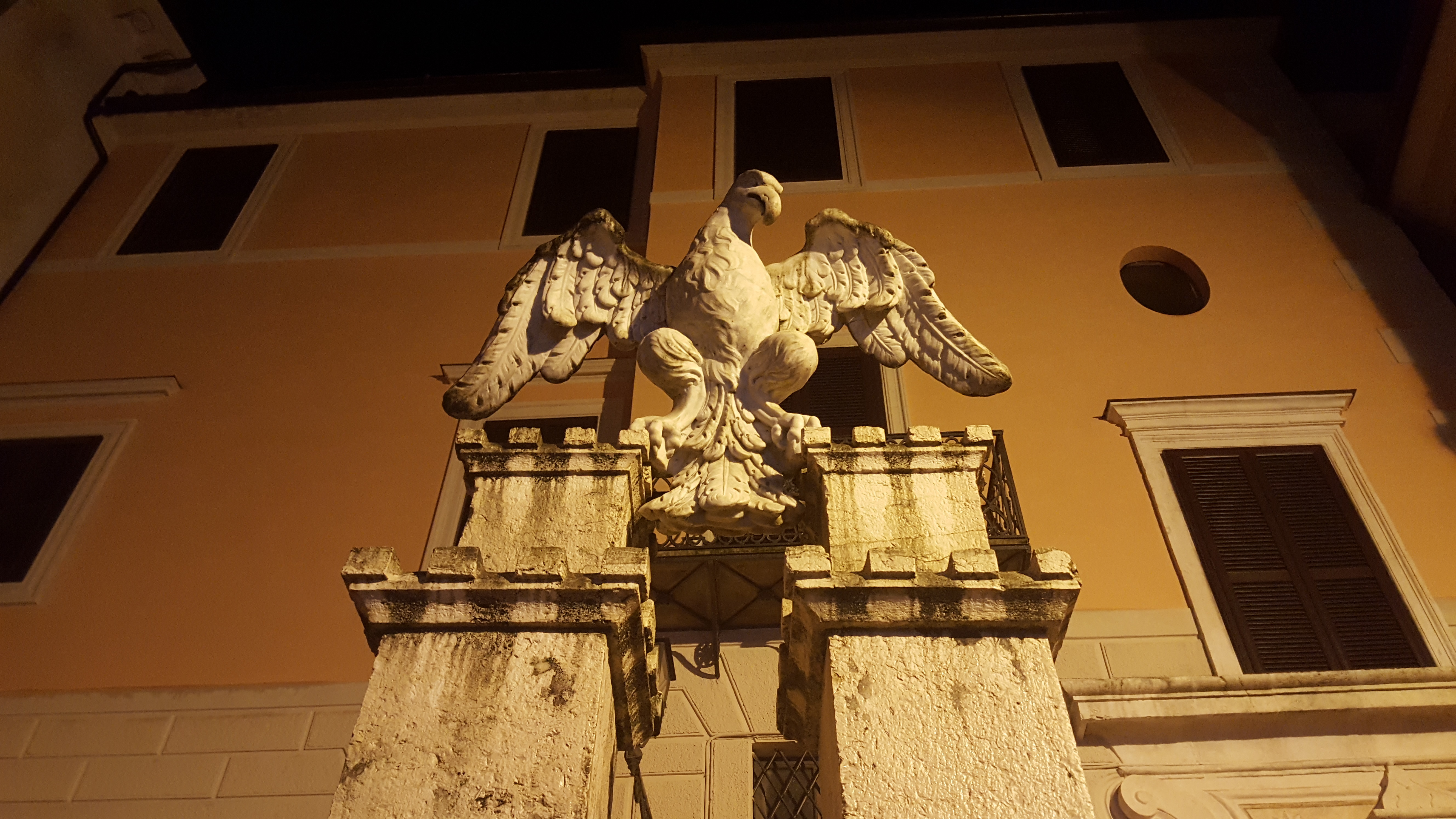
Fontana dell'Aquila Romana, particolare

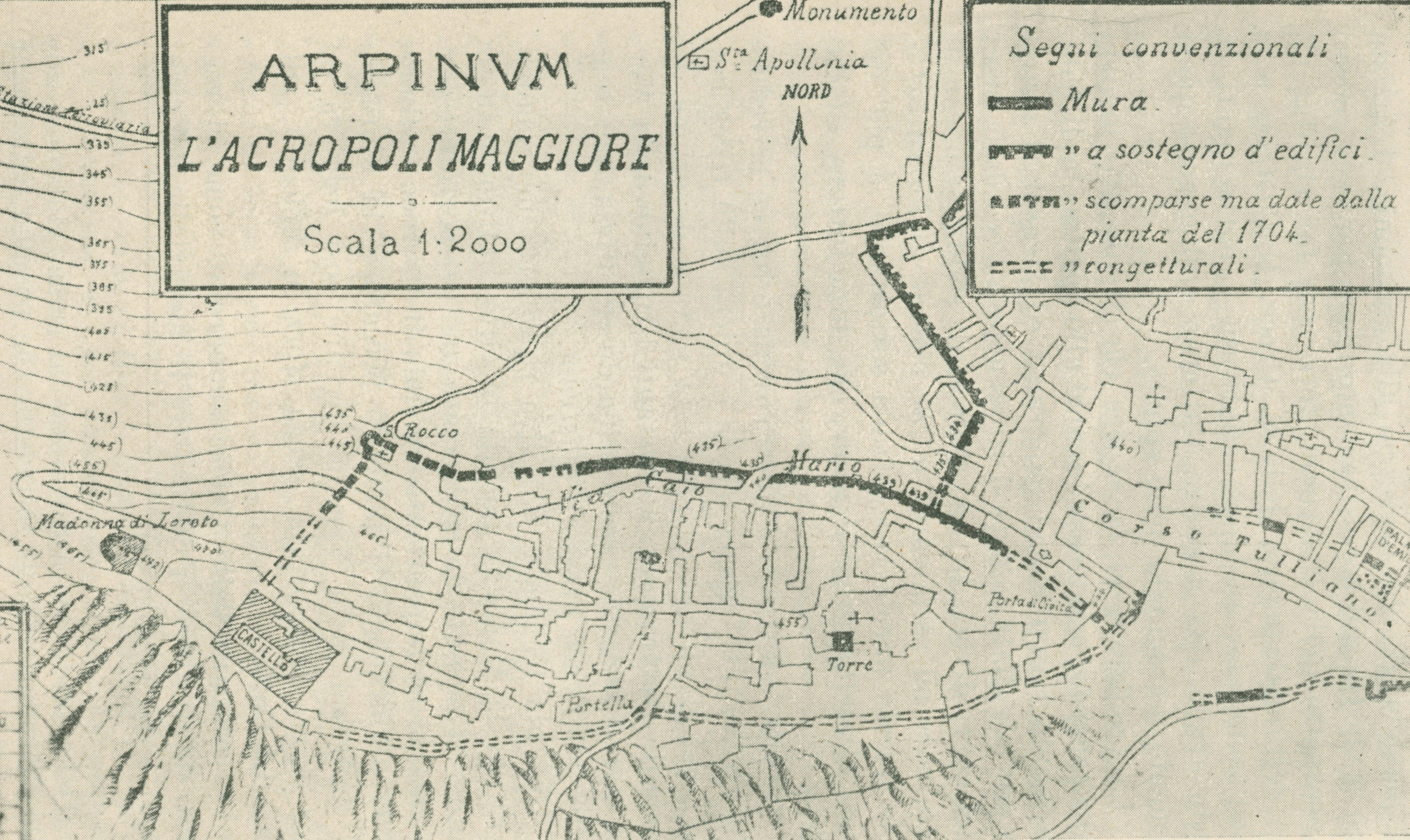
Le mura ciclopiche all'interno della città di Arpino in una ricostruzione di mons. Luigi Ippoliti (1929)

Fu teatro di scontri tra Romani e Sanniti, fino ad essere conquistata dai primi nel 305 a.C. Due anni dopo ottenne la cittadinanza romana sine suffragio. e divenne prefettura. Nel 188 a.C. ottenne definitivamente la cittadinanza romana di pieno diritto.
La sua importanza crebbe fino ad ampliare il suo territorio che raggiungeva a nord-ovest Casamari (anticamente Cereatae) e a sud Arce.
Gaio Mario ne fu cittadino, e il suo nome è ricordato non solo nell'etimologia della località, allora arpinate, di nascita, Casamari (Casa Marii), ma anche nell'etimologia della regione francese della Camargue (Caii Marii Ager), come sostenuto dallo storico francese Louis-Pierre Anquetil nella sua opera "Histoire de France" (ed. postuma 1833, tomo 1, pagg. 52 ss., ed. 1851-1853, tomo 1, pag. 40).
La tradizione orale della città di Arpino sostiene che Mario, dopo aver sconfitto i Germani ad Aquae Sextiae (Aix-en-Provence) e nella battaglia dei Campi Raudii, all'apogeo della sua gloria, non dimenticasse la sua patria d'origine e, disponendo della Gallia transalpina come terra di conquista, donasse ad Arpino quei territori, le cui rendite servirono a mantenere i templi e gli edifici pubblici della città.
Con Silla iniziò la lenta decadenza della città, che si protrasse durante l'epoca imperiale.
Anche l'avvocato, politico e filosofo romano Marco Tullio Cicerone nacque ad Arpino nel 106 a.C. e la sua città fu spesso citata nelle sue opere; in tempi moderni è stato dato il suo nome al corso principale della città, al convitto nazionale Tulliano, al liceo ginnasio Tulliano, alla torre medievale dell'acropoli e a diverse altre istituzioni.

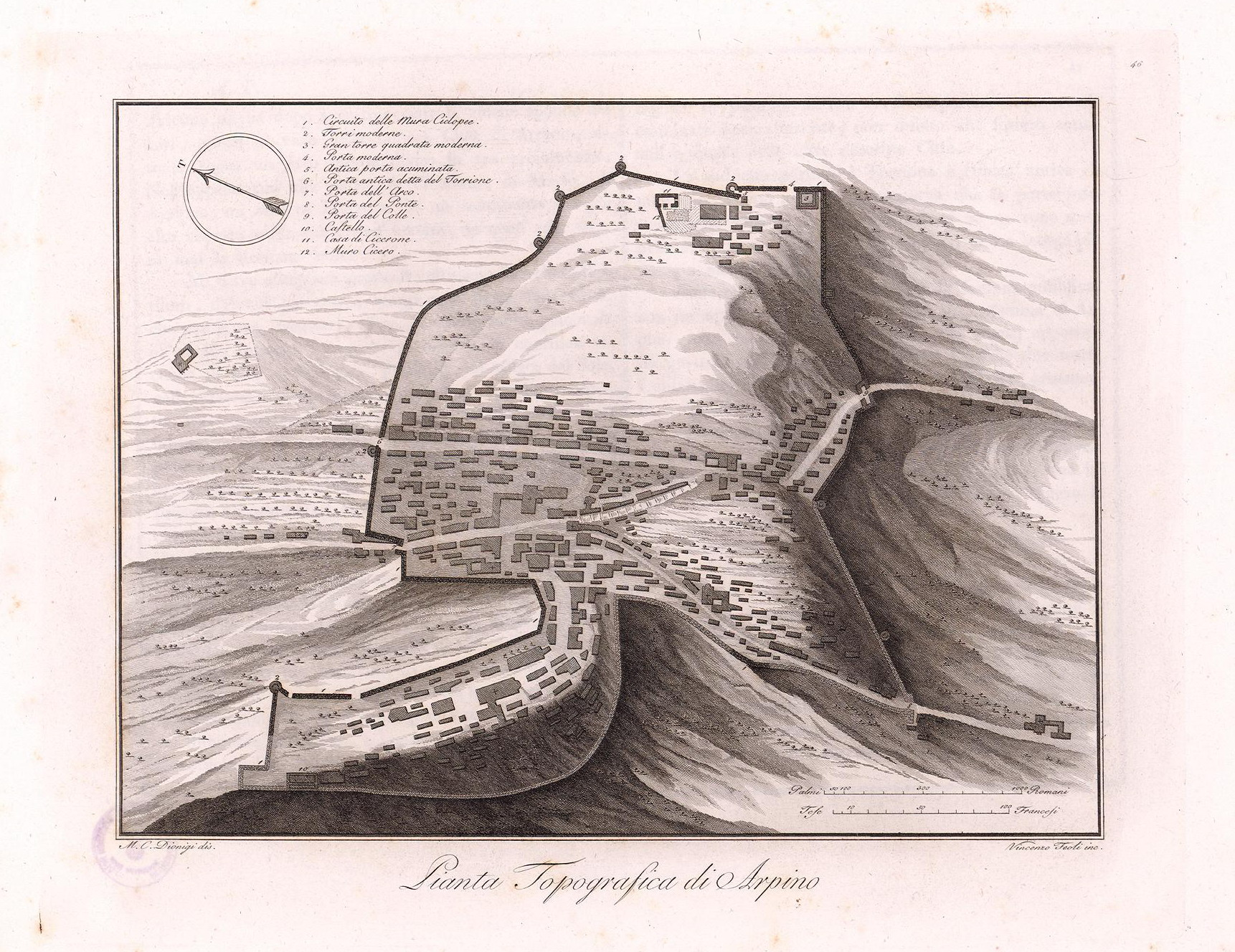
Pianta topografica della Città di Arpino (comprendente l'Acropoli) stampata sul volume "Viaggi nelle antiche città del Lazio" di Marianna Candidi Dionigi, del 1809/1812

Nell'Alto Medioevo le sue mura fortificate ne fecero un centro di rifugio e difesa dalle invasioni barbariche. In questo periodo Arpino fu più volte contesa tra il Ducato romano, il Ducato di Benevento, l'invasione dei Franchi (860), le scorrerie dei Saraceni. Dopo il 1000 divenne territorio dei Normanni, poi degli Svevi e del Papato e dovette subire due distruzioni: la prima nel 1229 con Federico II e la successiva nel 1252 a opera di Corrado IV. In questa seconda occasione i danni furono molto rilevanti: la città fu rasa al suolo e furono perdute molte delle antiche testimonianze romane. Gli abitanti trovarono rifugio nella vicina località fortificata di Montenero.
Nel 1580 Arpino entrò a far parte del Ducato di Sora, feudo parzialmente autonomo del Regno di Napoli. Il Ducato fu soppresso nel 1796 e con esso Arpino entrò a far parte prima del Regno di Napoli e poi del Regno delle Due Sicilie, fino al 1860. Entrò a far parte della provincia di Terra di Lavoro, in Campania, fino al 1927, dopodiché, con l'istituzione della provincia di Frosinone, divenne parte della nuova provincia.

### Simboli
Lo stemma è stato riconosciuto con DPCM del 13 febbraio 1953.
Il gonfalone, concesso con DPR del 9 luglio 1953, è un drappo di bianco al palo di rosso.

## Monumenti e luoghi d'interesse

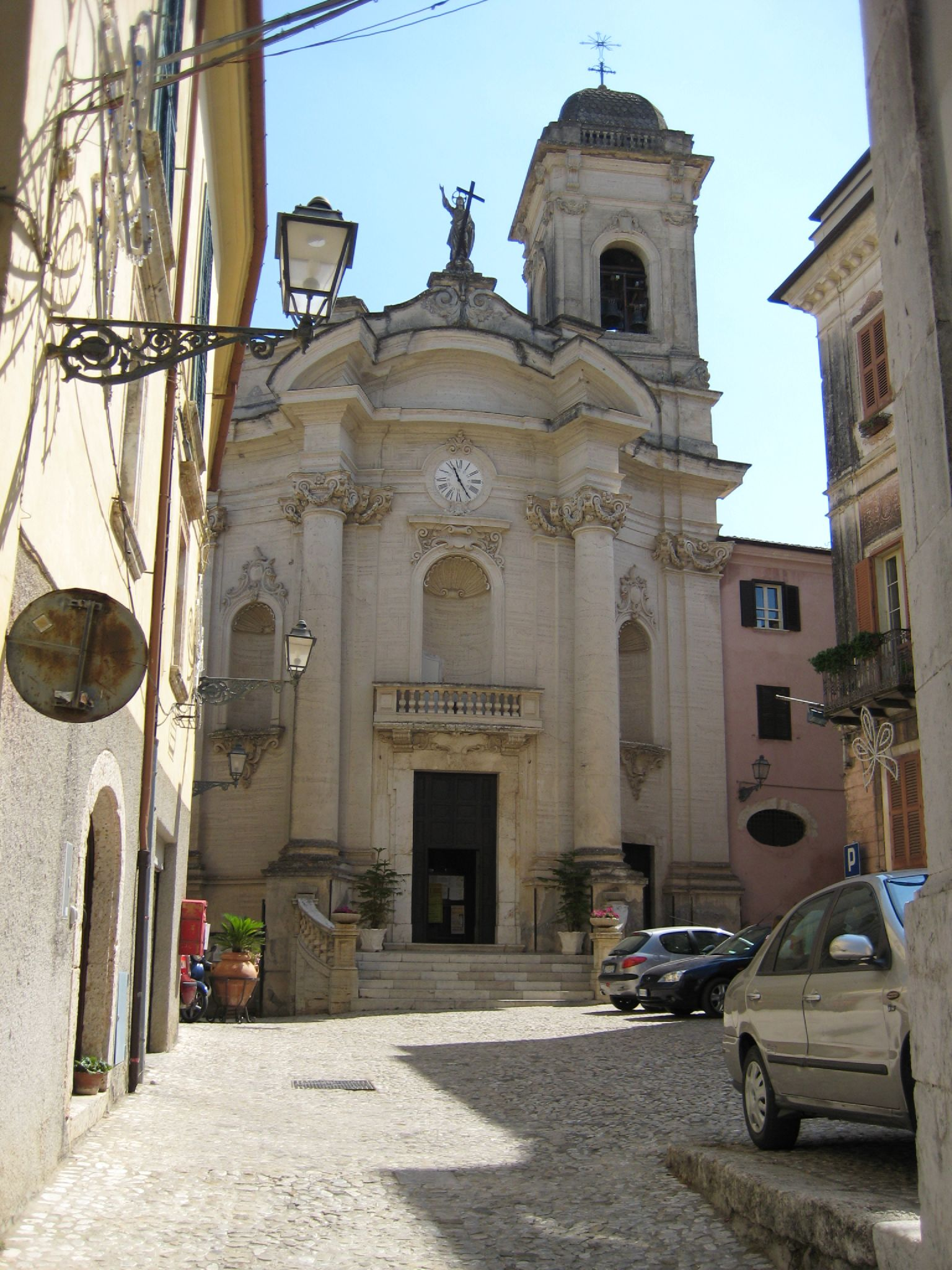
Santa Maria di Civita

### Architetture religiose
- San Michele Arcangelo;
- Santa Maria di Civita;
- Sant'Andrea Apostolo;
- San Vito Martire;
- San Sosio.
- Sant'Antonio di Padova

### Architetture militari
- Torre medievale detta di Cicerone nell'Acropoli, a Civitavecchia
- Castello Ladislao, sede della Fondazione Umberto Mastroianni

### Siti archeologici
Nella sua cinta di mura poligonali, dette "ciclopiche" e datate al XIII secolo a.C., si apre una singolare porta nota come "arco a sesto acuto", propriamente un arco a mensola.

### Altri punti d'interesse
- Museo Industriale della Lana, che conserva attrezzature storiche dell'antico lanificio Diodati e, attraverso un percorso documentato, racconta le fasi della produzione laniera, elemento centrale dello sviluppo industriale locale sin dall'epoca romana[11];
- Belvedere, situato all'ingresso del paese, con una statua in chiave moderna di Marco Tullio Cicerone e poco distante dalla casa natale di Giuseppe Cesari, il Cavalier d'Arpino[12];
- Porta di Saturno, che prende il nome dall’iscrizione latina posta in alto ed è un esempio significativo di architettura dell'epoca[13].

## Società

### Evoluzione demografica
Abitanti censiti

### Religione
La popolazione professa per la maggior parte la religione cattolica nell'ambito della diocesi di Sora-Cassino-Aquino-Pontecorvo

### Tradizioni e folclore

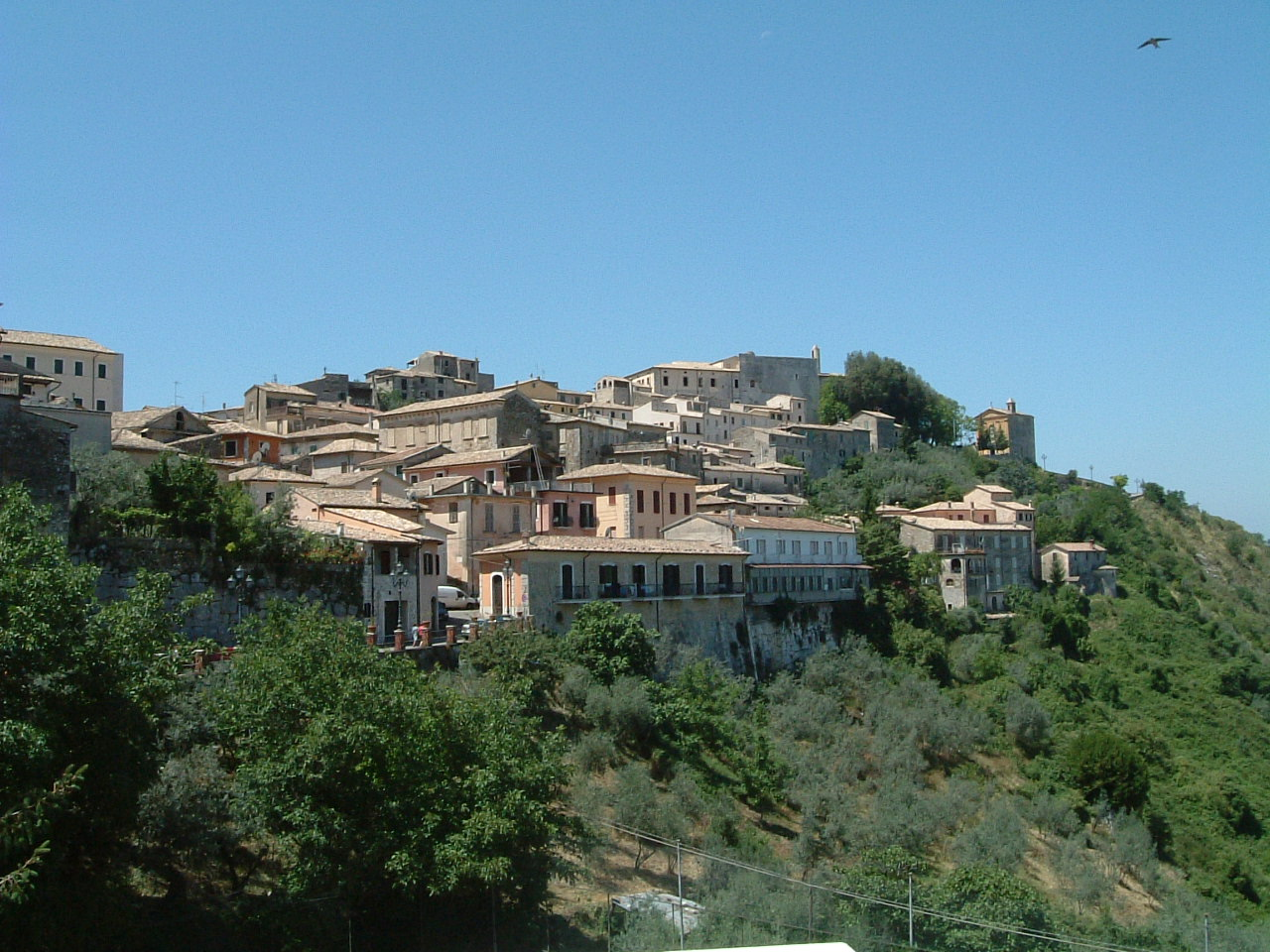
Panorama di Arpino

#### Gonfalone di Arpino
Il Gonfalone di Arpino è il palio dei quartieri e delle contrade di Arpino. La manifestazione folcloristica si svolge annualmente dal 1971 il sabato e la domenica successivi a Ferragosto e vede in gara tra loro i quartieri Arco, Civita Falconara e Ponte e le contrade Collecarino, Vagni, Vallone, Vignepiane e Vuotti. Le gare sono precedute da feste di quartiere, da balli tradizionali e dalla sfilata in abiti folcloristici comunemente definiti ciociari.
Il Gonfalone è assegnato sulla base dei risultati di sei gare in cui si sfidano gli atleti dei quartieri e delle contrade partecipanti. Durante le gare i partecipanti possono indossare esclusivamente vestiti della tradizione locale dell'Alta Terra di lavoro. Calzano, inoltre, gli zampitti, noti in romanesco come cioce, una calzatura anticamente utilizzata in alcune aree remote montane dell'Europa meridionale e orientale, eccezion fatta per gli atleti del tiro alla fune, che utilizzano calzature moderne per motivi di sicurezza.

### Lingue e dialetti
Il dialetto arpinate fa parte dei dialetti laziali meridionali.

## Cultura

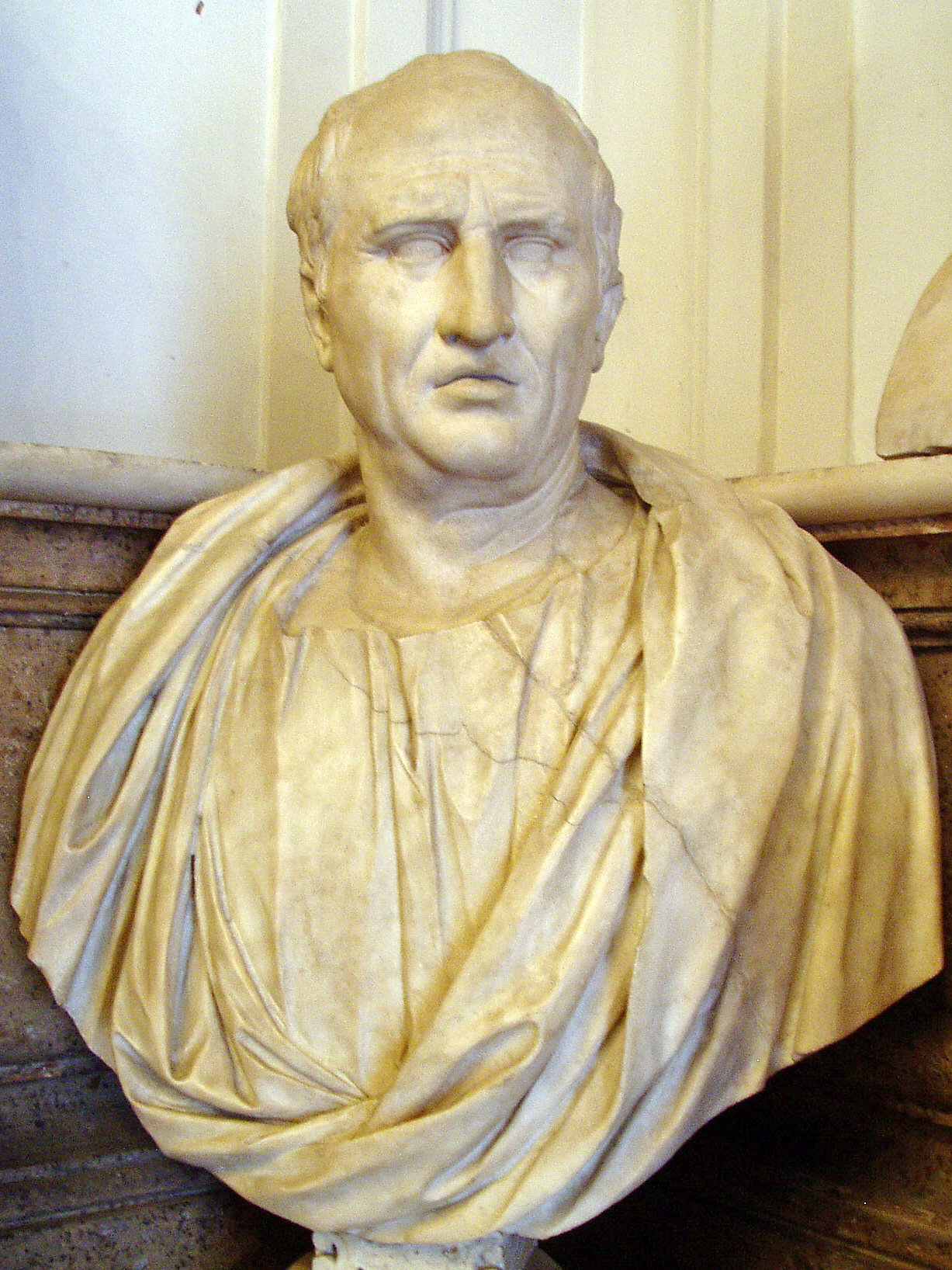
Busto di Marco Tullio Cicerone

### Istruzione
- Convitto nazionale Tulliano

### Eventi

#### Certamen Ciceronianum
Il Certamen Ciceronianum Arpinas è una gara di traduzione e commento di brani di Cicerone che si tiene tradizionalmente a maggio da diversi decenni.

#### Libro di pietra
Dal 1984, grazie all'iniziativa del poeta Giuseppe Bonaviri, Arpino ospita una singolare antologia di poesie incise su lastre di pietra e installate in vari punti caratteristici nel paese e negli immediati dintorni.

## Economia
Di seguito la tabella storica elaborata dall'Istat a tema Unità locali, intesa come numero di imprese attive, ed addetti, intesi come numero di addetti delle imprese locali attive (valori medi annui).
|           | 2015                  |                              |                            |                |                       |                     | 2014                  |                | 2013                  |                |
| --------- | --------------------- | ---------------------------- | -------------------------- | -------------- | --------------------- | ------------------- | --------------------- | -------------- | --------------------- | -------------- |
|           | Numero imprese attive | % Provinciale Imprese attive | % Regionale Imprese attive | Numero addetti | % Provinciale Addetti | % Regionale Addetti | Numero imprese attive | Numero addetti | Numero imprese attive | Numero addetti |
| Arpino    | 374                   | 1,11%                        | 0,08%                      | 803            | 0,75%                 | 0,05%               | 374                   | 824            | 382                   | 911            |
| Frosinone | 33.605                |                              | 7,38%                      | 106.578        |                       | 6,92%               | 34.015                | 107.546        | 35.081                | 111.529        |
| Lazio     | 455.591               |                              |                            | 1.539.359      |                       |                     | 457.686               | 1.510.459      | 464.094               | 1.525.471      |

Nel 2015 le 374 imprese operanti nel territorio comunale, che rappresentavano l'1,11% del totale provinciale (33.605 imprese attive), hanno occupato 803 addetti, lo 0,75% del dato provinciale; in media, ogni impresa nel 2015 ha occupato poco più di due addetti (2,15).

### Artigianato
Tra le attività economiche più tradizionali e rinomate vi sono quelle artigianali, come la produzione di mobili in stile.

## Infrastrutture e trasporti

### Ferrovie
- Ferrovia Avezzano-Roccasecca, serve il comune di Arpino attraverso l'omonima stazione

## Amministrazione
Storicamente parte dell'antica provincia di Terra di Lavoro, nel 1927, a seguito del riordino delle circoscrizioni provinciali stabilito dal regio decreto n. 1 del 2 gennaio 1927, per volontà del governo fascista, quando venne istituita la provincia di Frosinone, Arpino passò dalla provincia di Caserta a quella di Frosinone.

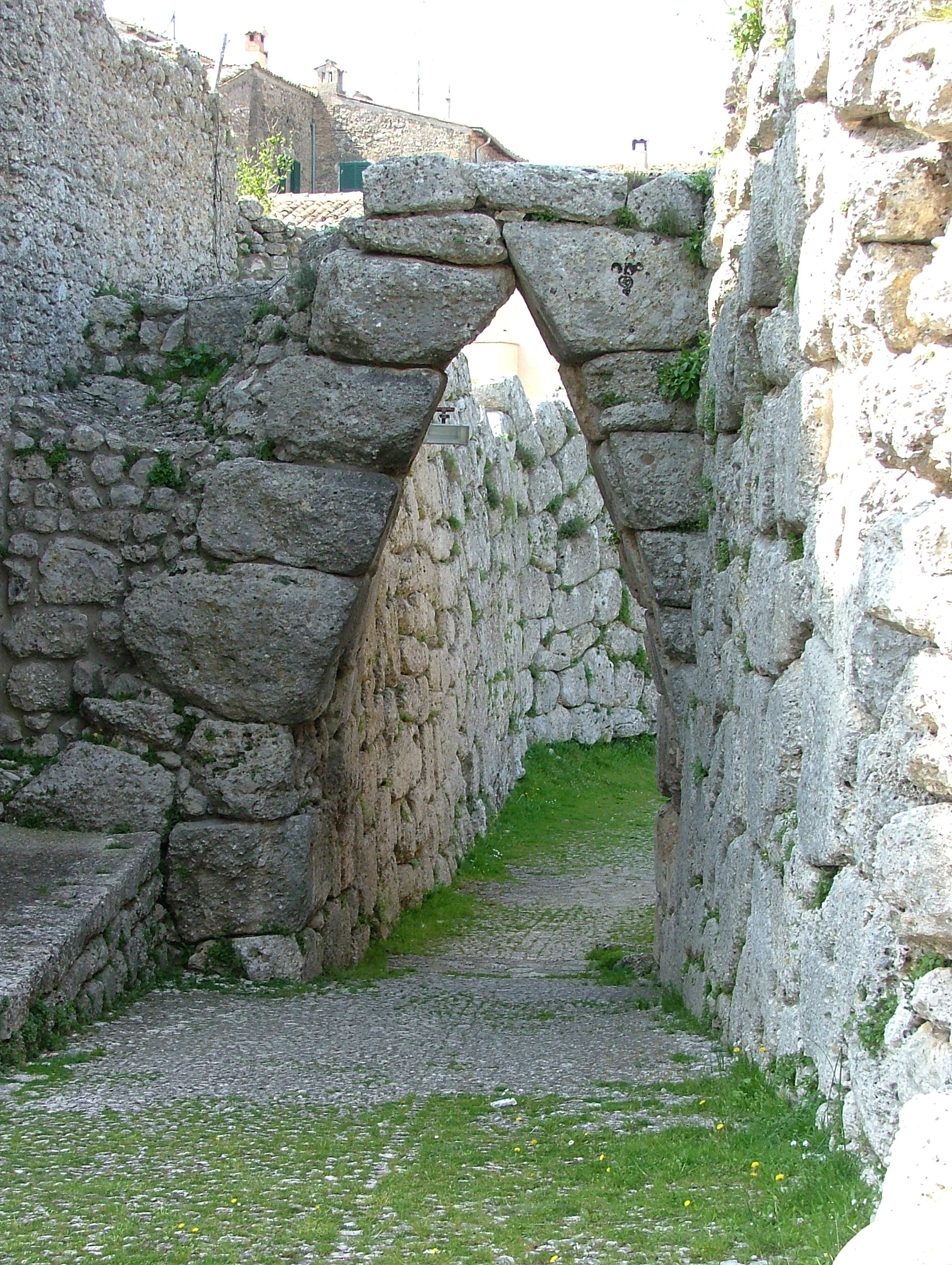
Acropoli di Arpino, arco a sesto acuto

### Gemellaggi
- Balatonfüred, dal 2006
- Formia, dal 2010
- Östersund, dal 2020

### Altre informazioni amministrative
- Fa parte della Comunità montana Valle del Liri.

## Sport

### Calcio
A.S.D. Terra di Cicerone squadra che milita nel girone I di prima categoria laziale.
A.S.D. Terra di Cicerone è una società di calcio che rappresenta i comuni di Arpino, Fontana Liri e Santopadre.

### Calcio a 5
L'attuale squadra di calcio a 5 della città è la Società Sportiva Dilettantistica Arpino, nata nel 1954, che ha disputato campionati di calcio a 11 fino alla stagione sportiva 2017/2018.
Dal 2018 partecipa al campionato di calcio a 5 Dilettanti -Serie D Latina- girone A.

### Tennis
È presente un circolo affiliato alla Federazione Italiana Tennis: Polisportiva Eco.Trans. Libertas Arpino Dilettantistica .

### Softair
La squadra della città dì Arpino è il “Battaglione Cicero” presente sul territorio fin dal 2009 ha all’attivo più dì 50 eventi competitivi su tutto il territorio nazionale, dal 2021 è affiliato al circuito CSEN.